# Portoferraio
Portoferraio – miejscowość i gmina we Włoszech, w regionie Toskania, w prowincji Livorno. Jest największym miastem na Elbie. Miejsce zesłania Napoleona w latach 1814–1815.
Miasto wznosi się amfiteatralnie nad portem. Od północy ogranicza je wysoki, skalisty brzeg, od zachodu fort Falcone i cytadela Medicee, a od wschodu fort Stella. Angielski admirał Nelson wyraził się o mieście: Ze względu na położenie najdoskonalszy port na świecie.

## Historia

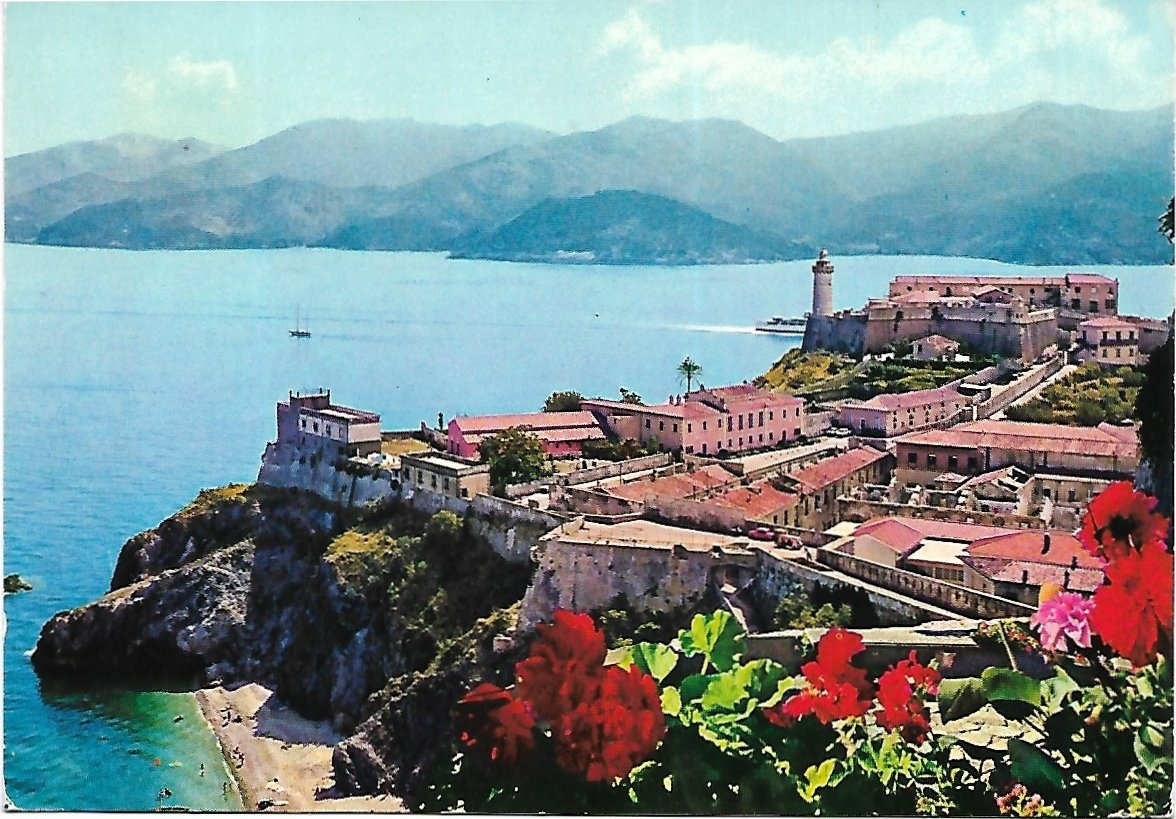
Portoferraio w 1973

Miasto założył książę Toskanii Kosma I Medyceusz w 1548. Pozostawało częścią Wielkiego Księstwa Toskanii, będącego od 1737 w strefie wpływów Austrii. W czasie wojen napoleońskich obiekt zmagań Austrii, Wielkiej Brytanii i Francji. W 1803 Stefan Oskierko organizował tu polskie oddziały piechoty. Po porażce francuskiej przebywał tu w latach 1814-1815 na zesłaniu Napoleon Bonaparte. W 1815 Portoferraio powróciło we władanie Toskanii, wraz z którą w 1861 zostało częścią zjednoczonych Włoch.

## Demografia
Większość mieszkańców miasta stanowią Włosi. Według danych na 31 grudnia 2016 w Portoferraio zamieszkiwało 918 obcokrajowców, stanowiąc 7,66% populacji miasta. Najliczniejsze grupy stanowili imigranci: z Rumunii – 1,09% mieszkańców miasta, z Maroka – 0,83%, z Ukrainy – 0,77%, oraz z Mołdawii – 0,74%. Z Polski pochodziło jedynie 6 osób.

## Zabytki
Fortyfikacje:
- Fortezza del Volterraio – twierdza sięgająca X w.
- Forte Stella – twierdza z XVI w.
- Forte Falcone
- Torre della Linguella
- Torre del Gallo

Kościoły:
- Propositura della Natività di Maria (Prepozytura Narodzenia NMP)
- Chiesa di San Crispino (Kościół św. Kryspina)
- Chiesa di San Marco alle Grotte (Kościół św. Marka), sięgający XVII w.
- Chiesa di Santo Stefano alle Trane (Kościół św. Stefana), sięgający XIII w.
- Cappella dell'Annunziata (Kaplica Zwiastowania), sięgająca XVI w.
- Chiesa del Santissimo Sacramento (Kościół Najświętszego Sakramentu), sięgający XVI w.
- Chiesa di San Rocco (Kościół św. Rocha)

Miejsca pobytu Napoleona:
- Palazzina dei Mulini – piętrowy budynek, będący miejscem zesłania Napoleona w 1814 roku. Znajdujących się tutaj 13 komnat (wielki salon, salonik cesarza, biblioteka, sypialnia, gabinet, pokój egipski z hieroglifami na ścianach) zachowanych zostało w takim stanie, w jakim zostawił je cesarz. Obecnie siedziba muzeum
- Villa di San Martino – willa letnia, w której mieszkał Napoleon pomiędzy majem 1814 a lutym 1815, ob. muzeum

Latarnie morskie:
- Latarnia morska w Portoferraio(inne języki) z 1788
- Latarnia morska na Scoglietto di Portoferraio(inne języki) z 1910

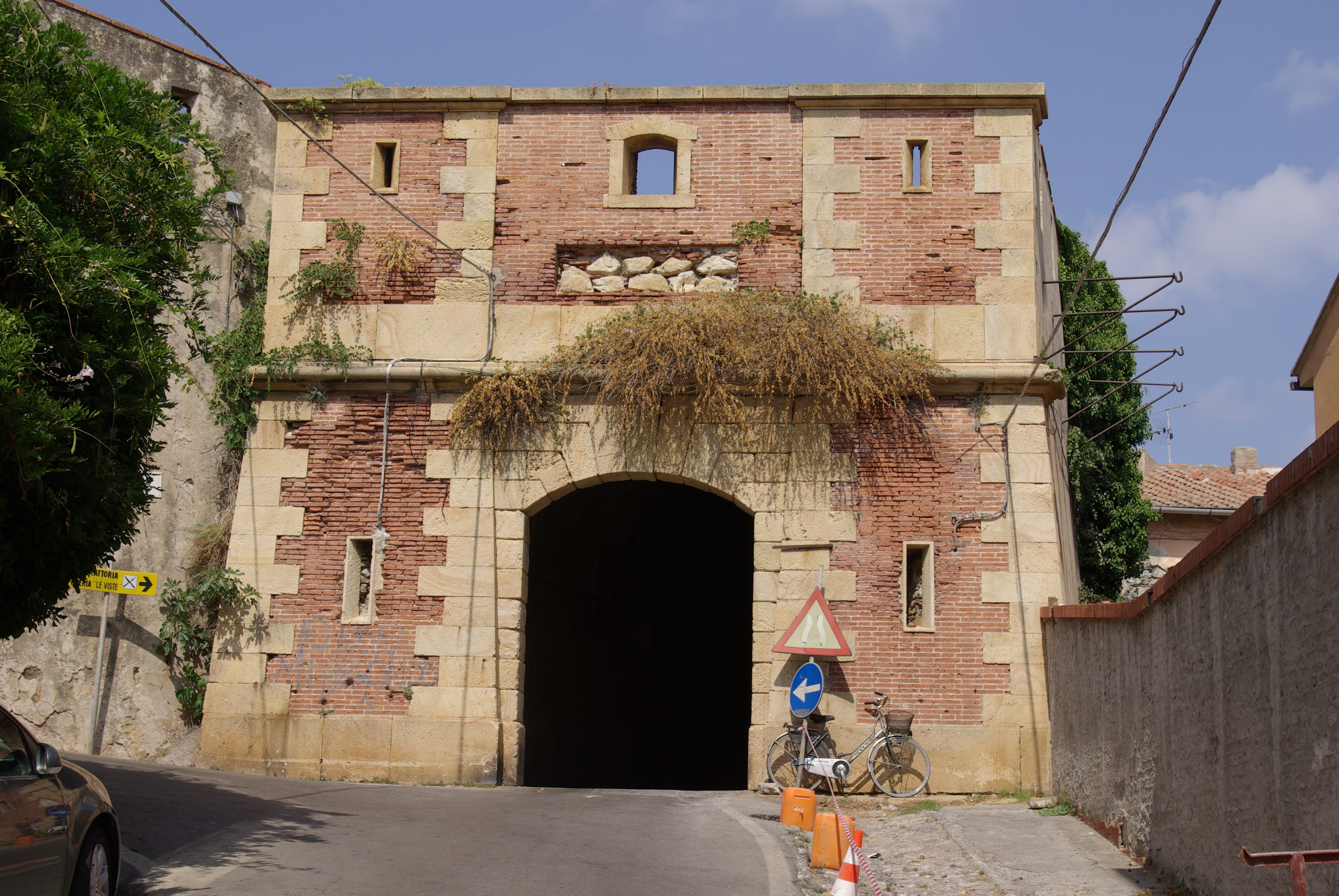
Forte Stella
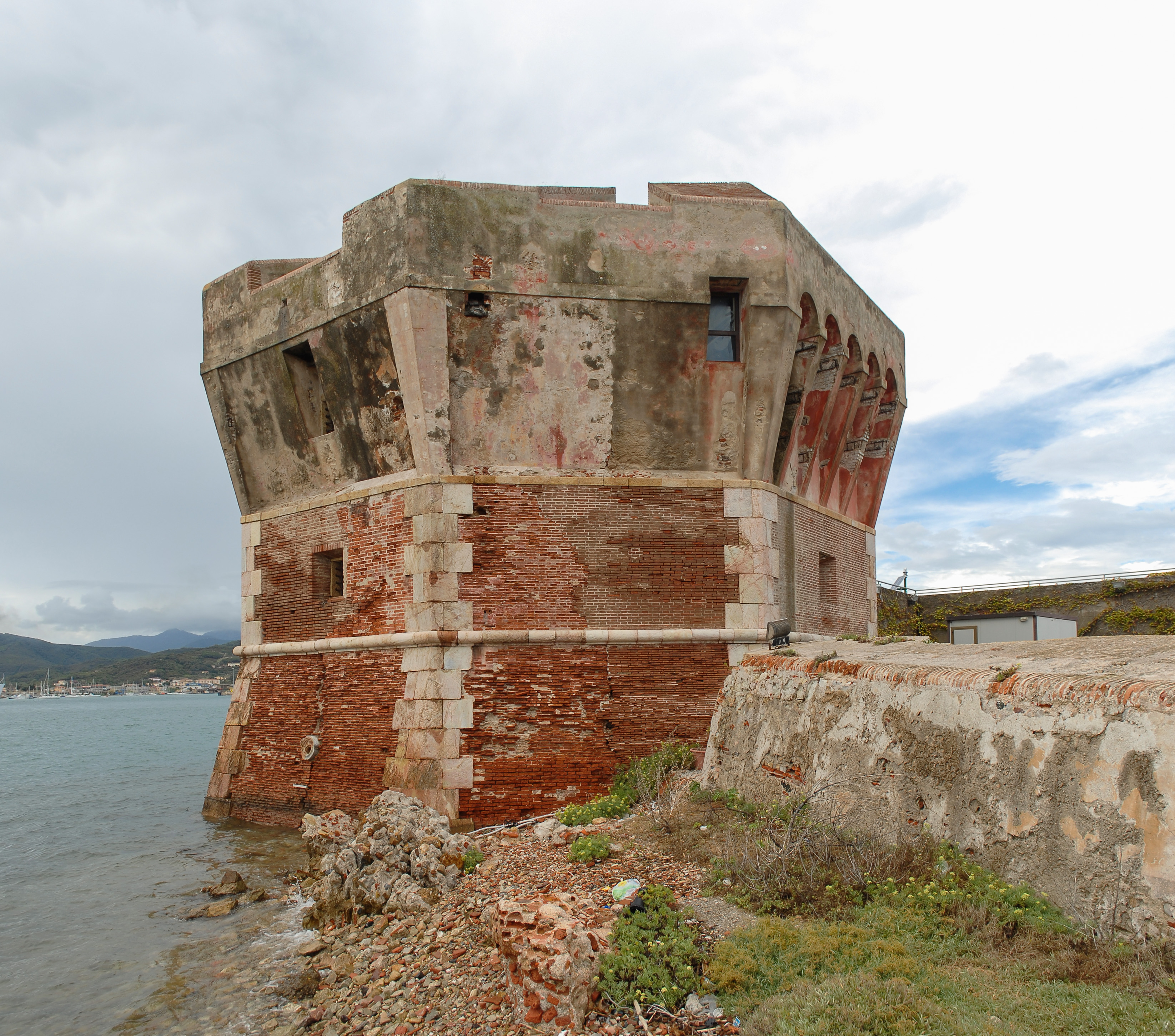
Torre della Linguella
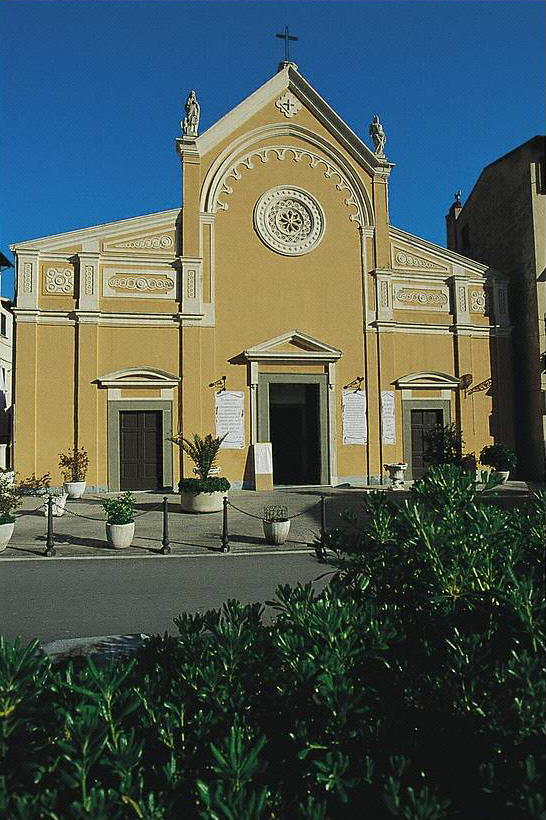
Propositura della Natività di Maria
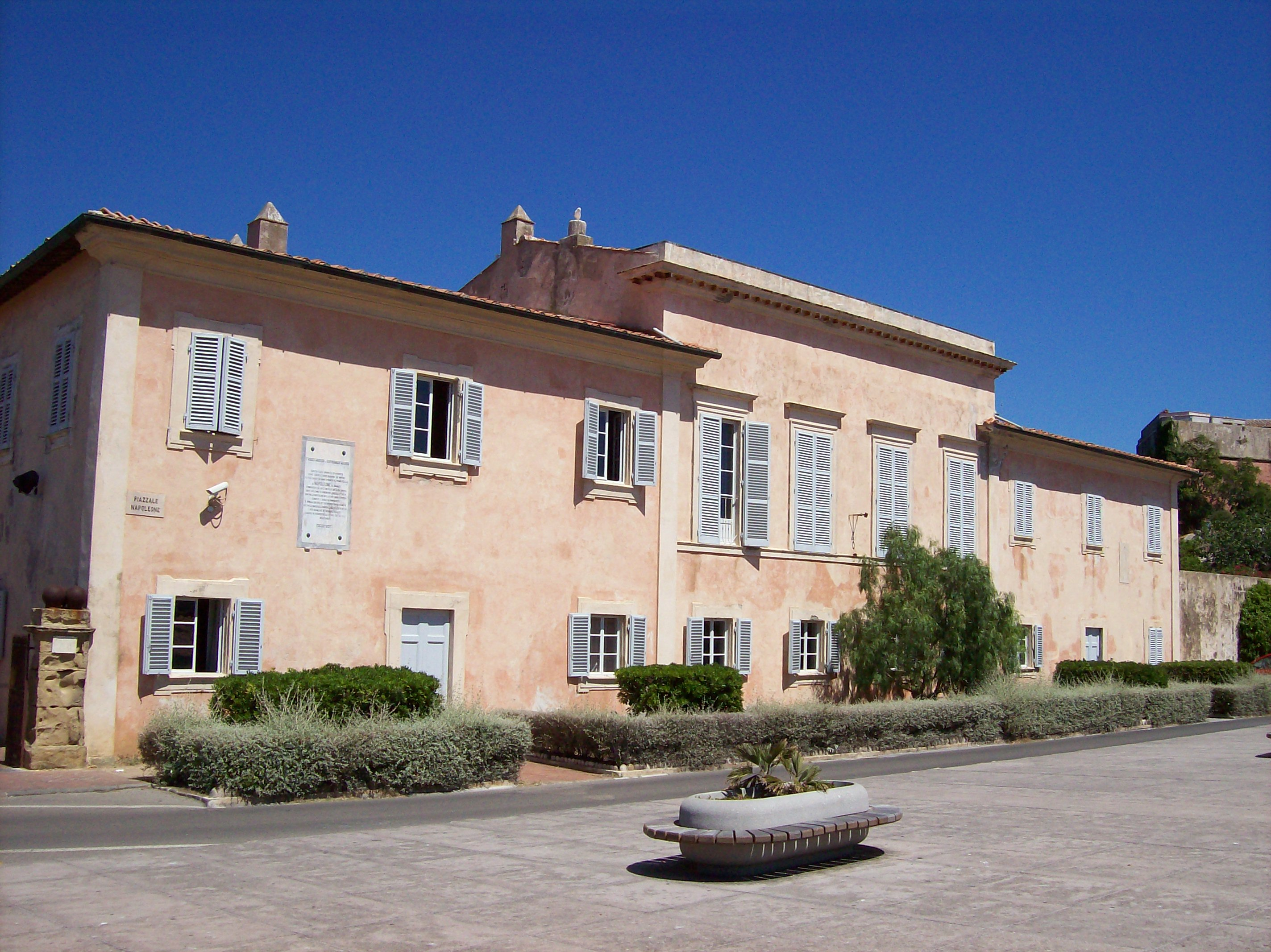
Palazzina dei Mulini
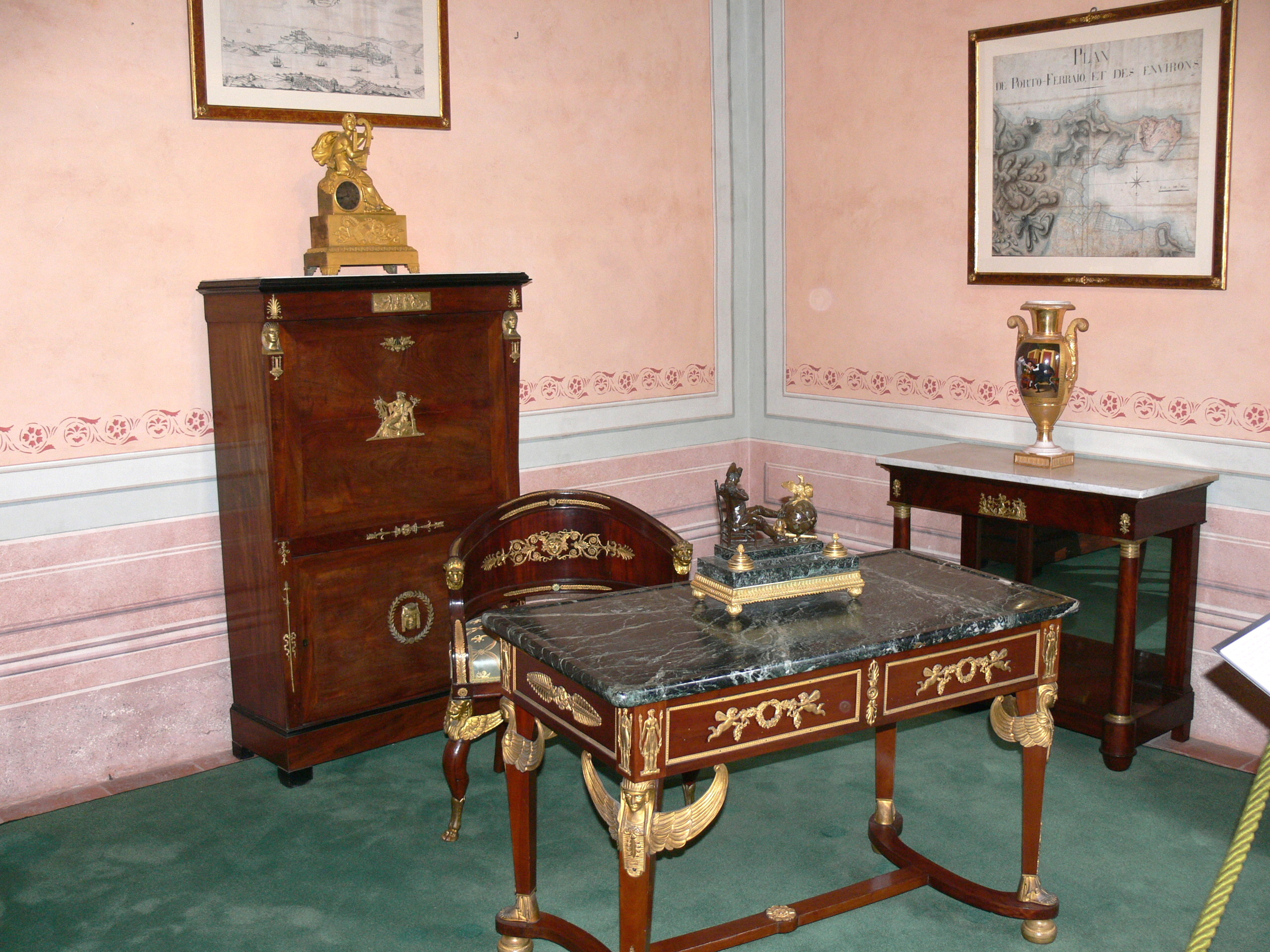
Palazzina dei Mulini – wnętrze
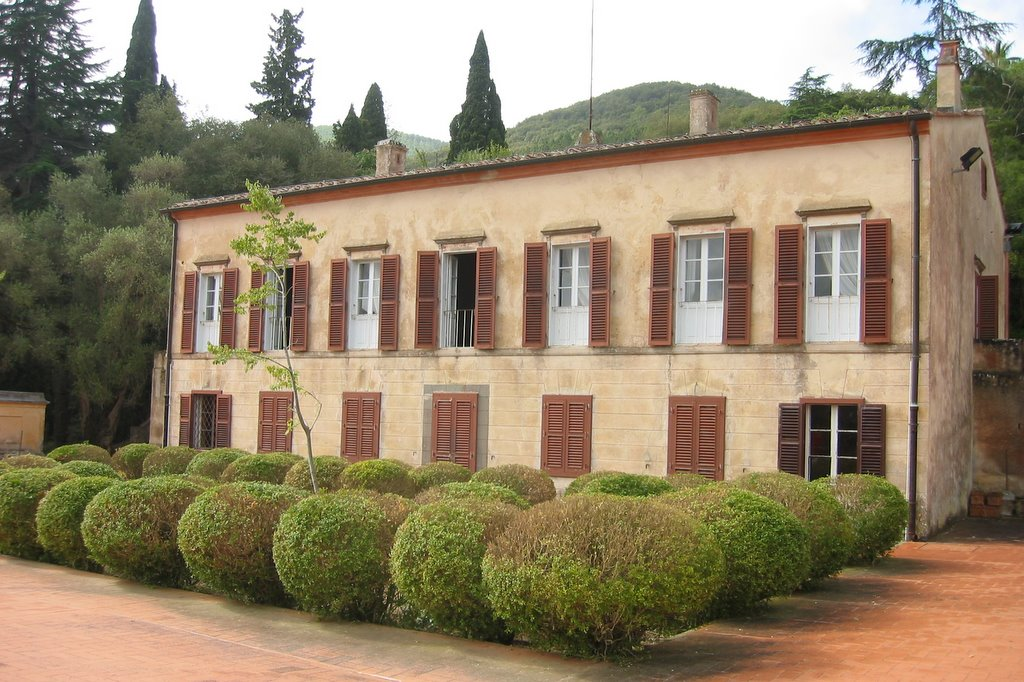
Villa di San Martino
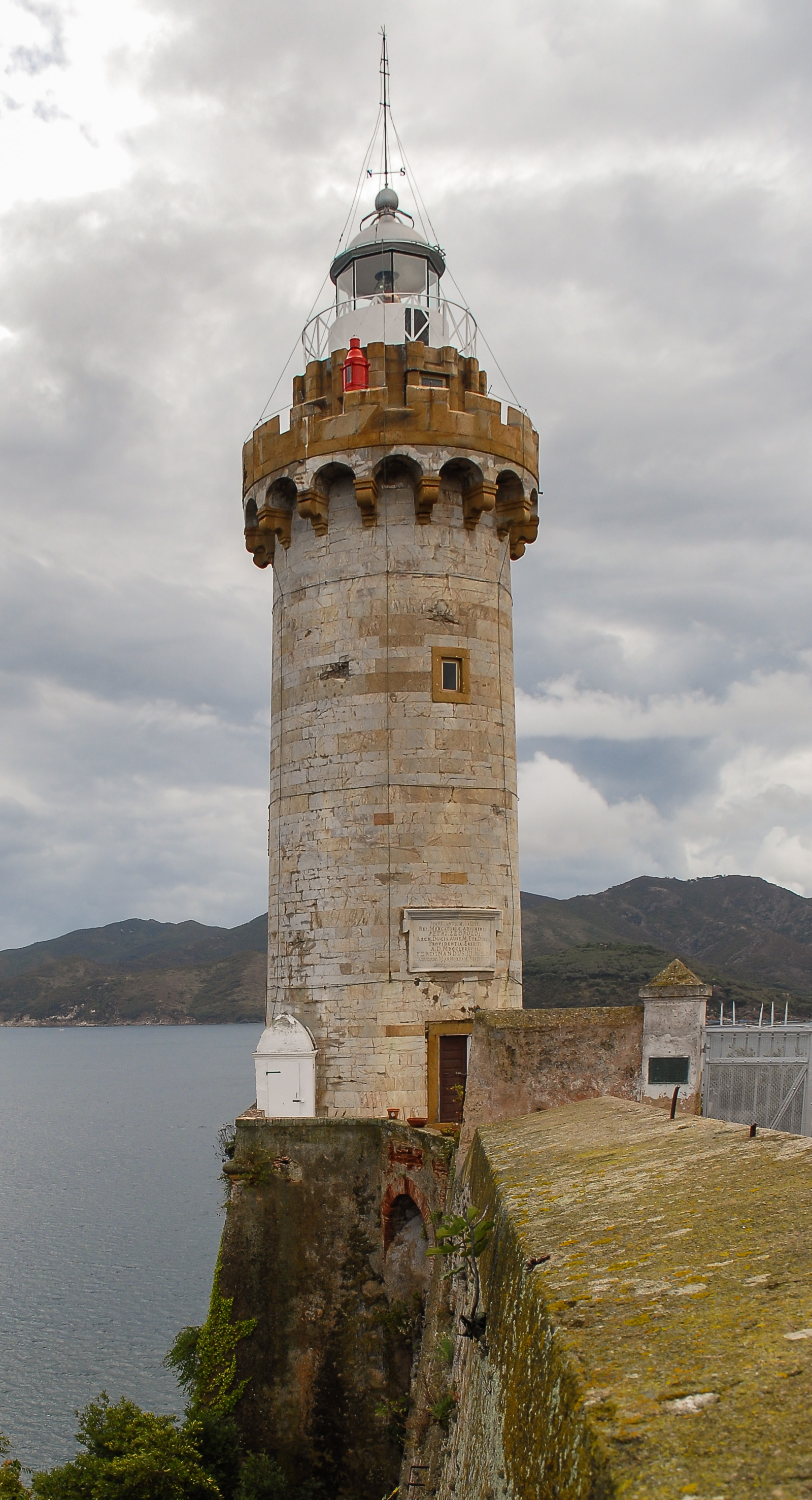
Latarnia morska

## Urodzeni w Portoferraio

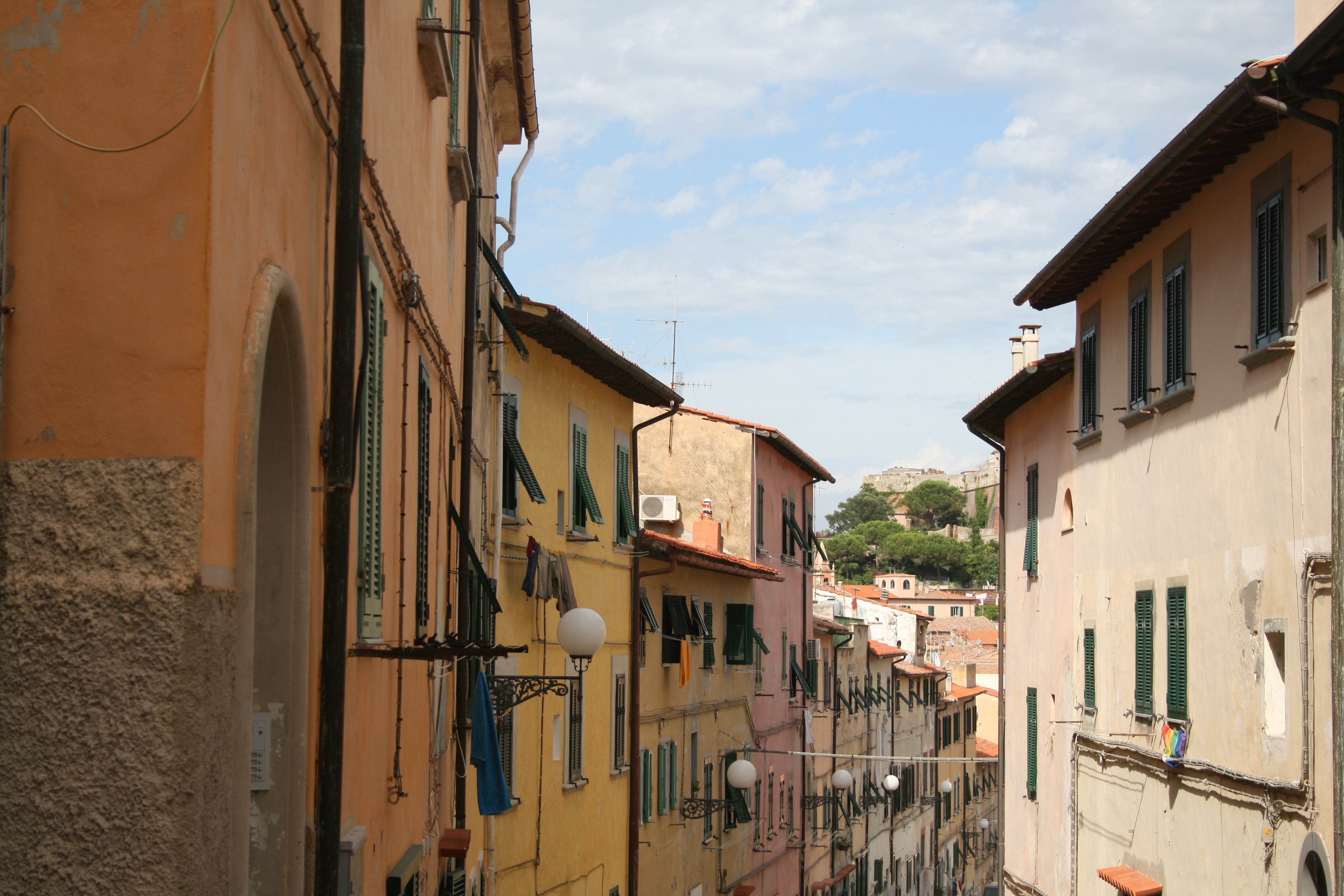
Domy przy jednej z ulic miasta

- Stanislao Bechi - major armii włoskiej, uczestnik powstania styczniowego